# Paréchèse
La paréchèse (substantif féminin), du grec parêkhêma (« ce qui retentit à côté »), est une figure de style qui consiste en un rapprochement excessif de syllabes identiques dans des mots successifs. Elle produit donc un effet au moyen d'une transformation opérant sur les phonèmes.
La paréchèse apporte une musicalité au vers; en ce sens elle est très proche des figures telles l'assonance et l'allitération, et participe de l'harmonie imitative. Elle est très utilisée en musique et en chanson.

## Exemples
- Dans la strophe suivante, on a des répétitions de sons ([mèmé], [marmar], [tutu], [tenten], [amèramèr], [dédé], [quiqui], [rara]) et de nombreuses liaisons phonétiques en r + son voyelle (ri, (a)r(m)a, ren, ir, soulignés dans les vers) :

« Même et marine Marmara,
 Tu tues un temps tendre à périr.
 L'âme erre amère en des désirs
 Qui quitte enfin un art à rats. »

— Jean Lescure, Poème pour bègue
- Le sonnet baroque À Philis de Marbeuf associe avec virtuosité le thème de l'eau à celui de l'amour. Les 4 premiers vers suivants sont émaillés de paréchèses dont le sens est la tendresse de l'amour (par l'alternance des sons [l] et [m]) contrasté par le roulis des vagues roulées par le vent (marqués par les sons aigus [è], [a], [i], ou gutturaux comme le [r] et le [t] par liaison) :

« Et la mer et l'amour ont l'amer pour partage,

Et la mer est amère, et l'amour est amer,

L'on s'abîme en l'amour aussi bien qu'en la mer,

Car la mer et l'amour ne sont point sans orage. »

— Pierre de Marbeuf, À Philis
- On met en relief des sonorités au moyen de syllabes identiques, placées à la fin d'un mot et au début du suivant :

« Il aura plus d'aventures que l'on n'a naguère pu en avoir. »

— Raymond Queneau

## Définition

### Définition linguistique
La paréchèse opère une transformation phonique à l'identique par sélection de phonèmes reproductibles dans un même segment de phrase ou de vers. Elle est à distinguer des figures proches comme l'allitération et l'assonance en ce qu'elle ne concerne que le niveau syllabique, même si elle peut parfois regrouper des phonèmes isolés.
Le paréchème est une paréchèse anarchique et cacophonique: Littré et Quillet les opposent (ex: « Il y a tant et tant de temps que je t'attends » - Barbara). Néanmoins, le paréchème est souvent assimilé à une allitération.

### Définition stylistique
L'effet recherché est avant tout harmonique: la paréchèse est valide lorsqu'elle met en relation des syllabes différentes ou légèrement semblables afin de créer l'impression d'un tout harmonieux, ou pour constituer une cohérence phrastique.
La musique, surtout populaire, utilise la paréchèse dans les refrains ou pour renforcer la musicalité instrumentale, parfois pour la doubler par les possibilités de la voix.

### Genres concernés
La poésie utilise surtout les ressources prosodiques de la paréchèse, et davantage celles s'inspirant de la musique comme chez Verlaine ou les symbolistes. Les poésies modernes, surréalistes ou expérimentales, exploitent également ses possibilités.

### Figures proches
- L'allitération est la figure la plus proche de la paréchèse dans son acception harmonique et conventionnelle, tout comme l'homéotéleute; la cacophonie est la figure inclusive lorsque l'usage de la paréchèse est faite sans visée esthétique.

### Débats
La paréchèse est une figure isolée dans l'architecture des figures de style et de rhétorique. Son appariement à l'allitération fait débat. Sa proximité d'avec la cacophonie en rend l'identification floue.
La polémique sur l'effet provoqué par la paréchèse tient à la notion de seuil esthétique et de style : elle est souvent considérée dans les analyses de textes comme une forme de cacophonie ou d'immaturité du style. Son acception stylistique est contestée.